# Ренато Прада Оропеса
Рена́то Пра́да Оропе́са (ісп. Renato Prada Oropeza; 17 жовтня 1937, Потосі, Болівія — 9 вересня 2011, Пуебла-де-Сарагоса, Мексика) — болівійсько-мексиканський вчений-філолог, академік, професор, літературний критик, письменник, поет, сценарист. Один із видатних семіологів у Мексиці та в Латинській Америці загалом. Лауреат Державної премії з науки та технології Мексики.

## З життєпису
Народився в Болівії 1937 року. 
У 1976 році, внаслідок диктатури в Болівії переїжджає до Мексики, де у 1983 року отримав громадянство. 
Починаючи від 1976 — професор Веракрусанського автономного університету в Халапі та Автономного Університету Пуебли. Академік Національної ради з науки та технології Мексики (аналог Академії наук в інших країнах).
Вдова — мексиканська історикиня та теоретикиня мистецтв професорка Ельда Рохас Альдунате. Син — мексиканський кінорежисер Фабриціо Прада.
Помер у мексиканському місті Пуеблі 9 вересня 2011 року від раку нирок і метастазів в легенях.

## З доробку
Р. Прада Оропеса мав ступінь доктора філософії Римського університету Ла Сап'єнца та доктора мовознавства бельгійського Лувенського католицького університету .
Став засновником наукового напряму з семіології в Автономному університеті Пуебли, де керував докторськими дисертаціями та дослідженнями. Учні Пради працюють у Гватемалі, Іспанії, Італії, Мексиці, Росії, США та інших країнах. Редактор та засновник низки мексиканських наукових журналів з теорії літератури та мовознавства і семіології.
Твори Ренато Пради перекладені низкою мов світу. Крім літературної діяльності, створив кіносценарії мексиканських повнометражних кінострічок «Теперішній час» та «Чилі халапеньо» та кількох короткометражок.
Роман «Ті, що засвічують зорю» (Los fundadores del alba), який завоював Премію Casa de las Américas (1969), вважається шедевром болівійської літератури.

## Нагороди
Ренато Прада Оропеса удостоєний низки премій і нагород:
- Премія Casa de las Américas (1969) за роман «Ті, що засвічують зорю»
- Національна письменницька премія Erich Guttentag(1969)
- Премія «Franja de Oro» міста Ла-Пас (Болівія) (1970)
- Державна премія Мексики (2008)